# 魔女の香水
『魔女の香水』（まじょのこうすい）は、2023年6月16日公開の日本映画。監督は宮武由衣、主演は黒木瞳。
「魔女さん」と呼ばれるミステリアスな香水商・白石弥生が、素敵な香りとともに将来への希望を失った女性・若林恵麻を輝かせ、成長させていく物語が描かれる。

## あらすじ
若林恵麻はバンケットホールで正社員を目標に奮闘していたが、後輩に対するセクハラを抗議して失職する。自暴自棄になった恵麻は、夜の街で出会った杉斗という男性に連れられ、魔女さんと呼ばれる香水商白石弥生と出会う。そして、弥生の勧めで店で働き始めた恵麻は香りに魅了され、懸命に学んでいく。
その後、楠香料に派遣社員として勤務し、優れたアイデアを出し取引先にも認められるが、先輩男性社員に疎まれ契約を打ち切られる。だが、失意の恵麻に弥生は逆にチャンスだと言い出し、起業を勧める。恵麻は弥生の言葉に従い、香水の会社「フレグランス・エマ」を起業し、苦労と試行錯誤の末「あなただけの香水」に出会える「香水サブスク・サービス」を考える。
このシステムは楠香料を辞めて恵麻の会社に来てくれた河原優也に作成してもらい、新たに香りに興味がありSNSなどに強く熱意のある女性ふたりを雇い入れ、開始した香水サブスク・サービスは大評判で着実に売上も伸びていく。

## キャスト

### 主要人物
白石弥生
演 - 黒木瞳
「魔女さん」と呼ばれるミステリアスな香水商。上品な白髪の女性。香水の力で人を幸せに導いていく。
若林恵麻
演 - 桜井日奈子
バンケットホールで派遣社員として勤務していたが、後輩社員へのセクハラを抗議したことで理不尽に職を失い、ふとしたきっかけで出会った弥生に誘われて店の手伝いをする。
その後、派遣社員として香料会社で勤務するが契約を打ち切られる。だが、弥生に逆にチャンスだと勧められ、香水の会社を起業することになる。

### 恵麻の関係者
横山蓮
演 - 平岡祐太 
恵麻が弥生の店で出会う。インテリア雑貨メーカー「クールブラン」の社長で、楠香料の取引先。
恵麻が提案した新しい男性用の香水を絶賛する。恵麻の憧れの人となり後に交際を始めるが、不運な交通事故で亡くなってしまう。
杉斗
演 - 落合モトキ
風俗のスカウトマン。挫折した恵麻が夜の街で出会う男性。恵麻が弥生と出会うきっかけを作る。過去の弥生ともかかわっている。

### 楠香料
恵麻が派遣で勤務する会社。
高渕霧子
演 - 小西真奈美
営業部のチーフで恵麻の上司。さりげなく恵麻の応援をしてくれる。
後に会社のパワハラなどの実態をメディアにリークした後で退社し真澄とふたりで起業、恵麻の会社と共同事業を始める。
河原優也
演 - 川崎鷹也
営業部の先輩社員。新規事業部と兼任になり恵麻たちの部署にくる。恵麻の香りへの情熱を応援し、後に退社し恵麻の会社で働くことになる。
原田真澄
演 - 梅宮万紗子
研究員で調香師。恵麻の香水のアイデアを形にする手伝いをしてくれる。後に霧子とともに退社し起業する。
中原敬
演 - 吉木遼
営業部の先輩社員。恵麻が中原の営業での窮地を助けようと独自の香水のアイデアをいきなり出してから恵麻を疎ましく思い始める。
だが、取引先からの契約解除は免れ、恵麻が作成した香水のサンプルが絶賛されたことも自分の手柄にし、上司には恵麻のことを悪く報告する。
尾花長人
演 - 上瀧昇一郎
営業部副部長。中原からの恵麻についての報告をうのみにして恵麻の派遣契約を打ち切る。

### その他
榊亮太
演 - 宮尾俊太郎
弥生の過去において重要な役割を果たす男性。
原 舞
演 - 水沢エレナ
結婚前はホステスをしていた。その頃から弥生の店の常連。
夫・翔からのモラハラが酷く精神的に追い詰められ、翔から逃げ出し弥生に助けを求める。
原 翔
演 - 小出恵介
舞の夫。ホステス時代の舞の店の客。最初は舞に優しかったが、次第に酷いモラハラをするようになる。
優実
演 - 川上麻衣子
女性経営者。恵麻が会合で出会い、アドバイスを求める。
女性経営者
演 - 宮澤美保
鷺原美津子
演 - 坂ノ上茜
誠也
演 - 山本匠馬
若林美鈴
演 - 西村知美
香水屋常連客
演 - 小野みゆき
東村誠一
演 - 西村誠司
やり手の投資家。恵麻の事業を理解し投資してくれる。

## スタッフ
- 監督・脚本 - 宮武由衣
- 製作統括 - 菅原智美[10]
- 調香監修 - 大沢さとり[9]
- 音楽 - 小林洋平[10]
- 主題歌 - 川崎鷹也「オレンジ」（ワーナーミュージック・ジャパン）[11][12]
- 撮影監督 - 高間賢治[10]
- 照明 - 上保正道
- 録音 - 弦巻裕
- 美術 - 岩本一成
- 編集 - 岩切裕一[10]
- 助監督 - 谷口正之[10]
- 企画 - 358プロジェクト[8]
- 企画協力 - エメラルド倶楽部、TBSスパークル[8]
- 制作 - クロスメディア[8]
- 配給 - アーク・エンタテインメント[8]
- 製作 -「魔女の香水」製作委員会[8]

## ノベライズ
2023年5月30日、映画の監督・脚本を担当した宮武由衣による小説『魔女の香水』が刊行された。

### 書誌情報（ノベライズ）
- 宮武由衣（著）、原書房、2023年5月30日発売[14][15]、ISBN 978-4-562-07289-7